# سقف (فیلم ۱۹۵۶)
سقف (ایتالیایی: Il tetto) فیلمی به کارگردانی ویتوریو دسیکا است که در سال ۱۹۵۶ منتشر شد. از بازیگران آن می‌توان به گابریلا پالوتا اشاره کرد.